# Colonia Ilhuicamina
Colonia Ilhuicamina är en ort i Mexiko.   Den ligger i kommunen Villa de Etla och delstaten Oaxaca, i den sydöstra delen av landet, 300 km sydost om huvudstaden Mexico City. Colonia Ilhuicamina ligger 1 659 meter över havet och antalet invånare är 156.
Terrängen runt Colonia Ilhuicamina är varierad. Runt Colonia Ilhuicamina är det mycket tätbefolkat, med 2 431 invånare per kvadratkilometer. Närmaste större samhälle är Oaxaca de Juárez, 16,8 km söder om Colonia Ilhuicamina. Omgivningarna runt Colonia Ilhuicamina är en mosaik av jordbruksmark och naturlig växtlighet.